# Port de Longoni
 (décembre 2018).
Si vous disposez d'ouvrages ou d'articles de référence ou si vous connaissez des sites web de qualité traitant du thème abordé ici, merci de compléter l'article en donnant les références utiles à sa vérifiabilité et en les liant à la section « Notes et références ».
Pour les articles homonymes, voir Longoni.
Le port de Longoni est le principal port maritime de Mayotte, à la fois port de commerce et de passagers, fondé en 1992 à Longoni. 
Depuis 2013 le port de Longoni est exploité et géré par une société privée, MCG (Mayotte Channel Gateway), ce qui lui confère le statut de seul port français privé en France, quand la grande majorité des ports français sont sous statut public.

## Géographie
Les installations portuaires sont à environ 1 kilomètre au nord du village de Longoni.

## Infrastructures et équipements
Le port de Longoni dispose de multiples équipements, composés en 2022 de :
- Trois grues mobiles de chargement et de déchargement de modèle Liebherr LHM420 ;
- Trois nouvelles acquisitions en 2022, de modèle Liebherr LHM280 ;
- 4 portiques de manutention mobiles se déplaçant à l'aide d'une bande de roulement ;
- Deux quais, l'un d'une longueur de 130 mètres, en cours de réhabilitation avec la pose d'une grue mobile, l'autre d'une longueur de 240 mètres, comportant trois grues mobiles de chargement et déchargement ;
- Trois aires de stockage pour la dépose des conteneurs ;
- Trois terminaux d'exploitation, l'un au gaz, un deuxième dédié aux hydrocarbures et le dernier rattaché au quai n°1.

## Développement du port
Avec le trafic maritime qui ne cesse de croître, la plateforme qui commence à saturer, et un projet gazier au large des côtes du Mozambique, le port dans son état actuel se révèle trop étroit pour être exploité dans les meilleures conditions. Depuis 2018 des études et programmes de développement sont à l'étude, dont certains ont déjà été lancés.
Le port d'une superficie de 16 hectares, pourrait d'ici 2025-2050 voir sa taille portée à plus de 60 hectares, cela passe par :
- L'allongement et l'élargissement des quais existants et la réhabilitation du premier quai par la pose de deux grues de déchargement d'ici septembre 2022 ;
- La création d'un nouveau quai flottant ;
- La réhabilitation intégrale du terminal à gaz ;
- L'extension des zones de stockage pour la dépose des conteneurs ;
- La création de multiples voies de circulation autour du port ;
- Le percement de multiples portes d'accès dans la zone portuaire ;
- L'ajout d'une aire pour le trafic maritime de passagers ;
- Une nouvelle zone industrielle sur une surface de 7 hectares.

Le total des investissements se chiffre à plus de 100 Millions d'euros.

### Articles annexes
- Grands ports mondiaux
- Liste des ports de commerce français
- Liste des plus grands ports à conteneurs